# Pierre Deslongchamps
Pierre Deslongchamps est un chimiste québécois né à Saint-Lin-Laurentides en 1938. Il est professeur à l'Université de Sherbrooke.
Il est diplômé de l'Université de Montréal en 1959 (Bsc), de l'Université du Nouveau-Brunswick en 1964 (Ph.D.). Il a aussi étudié à l'université Harvard.

## Prix et distinctions
- 1971 - Bourses commémoratives E.W.R. Steacie
- 1974 - Société royale du Canada
- 1974 - Prix E.W.R. Steacie du Conseil national de recherches
- 1975 - Prix Marcel-Vincent de l'Association canadienne-française pour l'avancement des sciences
- 1976 - Prix Merck, Sharp and Dohme de l'Institut de chimie du Canada
- 1979 - Prix Léo-Pariseau
- 1983 - Membre de la Société royale de Londres
- 1987 - Prix Marie-Victorin
- 1989 -  Officier de l'Ordre du Canada[1]
- 1991 - Prix Alfred-Bader
- 1993 - Médaille Herzberg
- 1993 - Prix Léon-Lortie
- 1997 -  Officier de l'Ordre national du Québec[2]

- Doctorat honoris causa de l'Université Pierre-et-Marie-Curie
- Doctorat honoris causa de l'Université Bishop
- Doctorat honoris causa de l'Université Laval
- Doctorat honoris causa de l'Université de Moncton
- Doctorat honoris causa de l'Université de Montréal
- Doctorat honoris causa de l'Université du Nouveau-Brunswick
- Membre de l'Académie des sciences de Paris